# Bílojetel
Bílojetel (Dorycnium) je rod rostlin z čeledi bobovité (Fabaceae). Zahrnuje asi 12 druhů a je rozšířen v Evropě, jz. Asii a na Kanárských ostrovech. V české květeně se vyskytují 2 druhy. Bílojetele jsou jeteli podobné byliny až keře se složenými listy a hlávkami bílých, růžových nebo nažloutlých květů. V některých zdrojích je rod Dorycnium vřazován do široce pojatého rodu Lotus (štírovník).

## Popis
Bílojetele jsou vytrvalé byliny, polokeře až nevelké keře. Listy jsou dlanitě 5-7četné nebo lichozpeřené. Jednotlivé lístky složených listů jsou celokrajné a jednožilné. Květy jsou uspořádány v hlávkách a jsou stopkaté. Kalich je pěticípý, zvonkovitý. Koruna je bílá až světle růžová nebo nažloutlá, člunek bývá tmavě zakončen. Tyčinek je 10, dvoubratrých (9 srostlých a 1 horní volná). Semeník je přisedlý a nese tenkou čnělku zakončenou hlavičkovitou bliznou. Plodem je vejcovitý až protáhlý lusk obsahující 1 až 10 semen.

## Rozšíření
Rod bílojetel zahrnuje asi 12 druhů. Je rozšířen ve Středomoří až po východní Turecko s přesahy do chladnějších oblastí Evropy a na Kanárských ostrovech. Na území České republiky se vyskytují 2 druhy: bílojetel německý (Dorycnium germanicum) a bílojetel bylinný (D. herbaceum). Oba druhy mají u nás přirozené rozšíření pouze na jižní a jihovýchodní Moravě.

## Taxonomie
V taxonomickém pojetí obou českých taxonů panuje nejednotnost. V české literatuře bývají rozlišovány na úrovni dvou samostatných druhů. Protože však zejména v oblastech společného výskytu tvoří četné přechodové formy, které není možno jednoznačně zařadit, jsou oba tyto taxony v díle Flora Europaea společně s několika dalšími podobnými taxony chápány jako poddruhy široce pojatého druhu Dorycnium pentaphyllum.
Bílojetel může v určitých ohledech připomínat jetel (Trifolium), oba rody však nejsou blízce příbuzné. Bílojetel je řazen v rámci členění čeledi bobovité do tribu Loteae, zatímco jetel do tribu Trifolieae.
V některých zdrojích je rod Dorycnium vřazován do široce pojatého rodu Lotus (štírovník).

## Obsahové látky
Mezi charakteristické obsahové látky bílojetelů náležejí kyanogenní glykosidy.

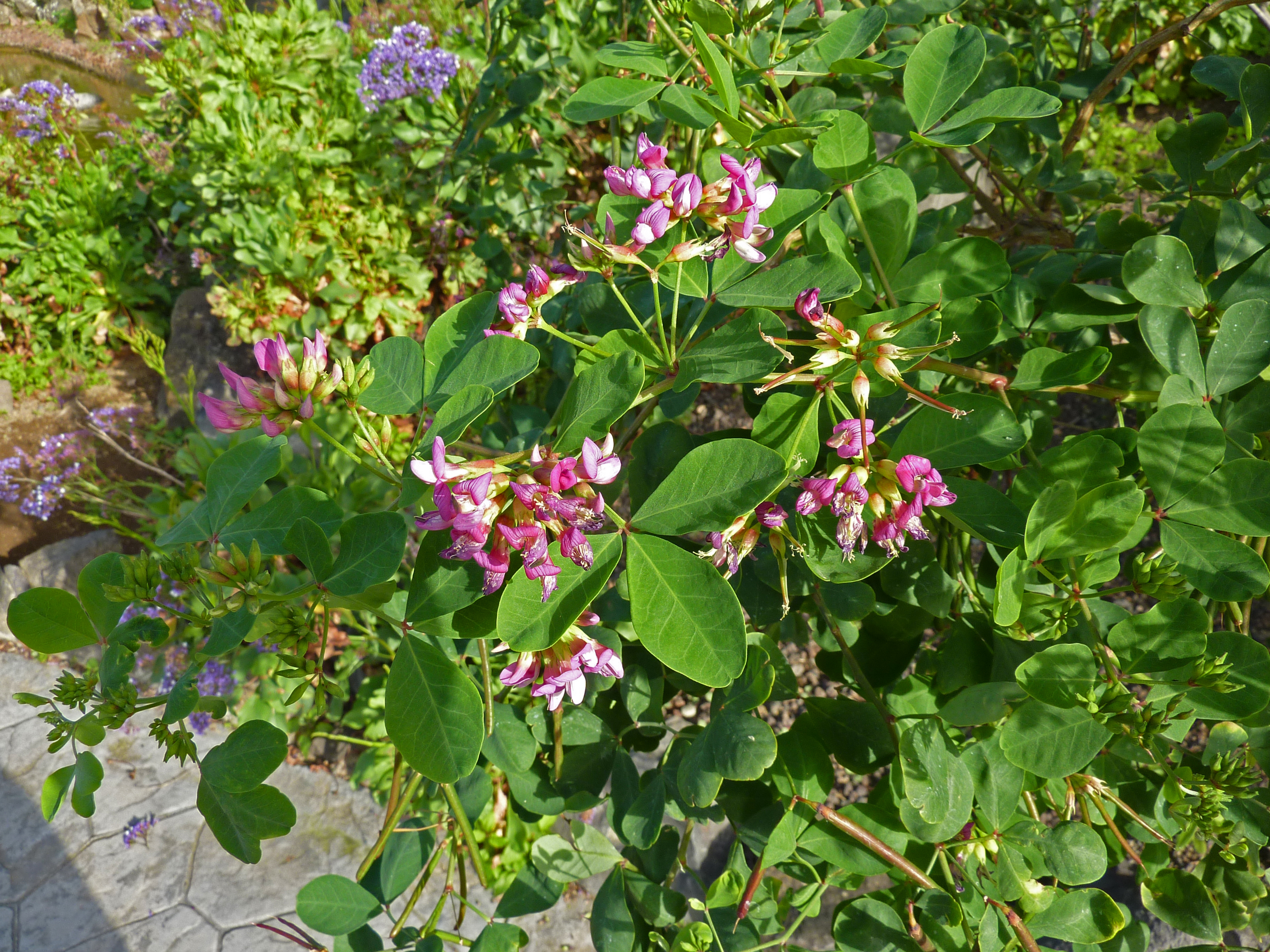
Bílojetel Dorycnium spectabile

## Zajímavosti
Na kanárském ostrově Tenerife se jako vzácný endemit vyskytuje druh Dorycnium spectabile. Je nápadný poměrně velkými jasně růžovými květy a vzhledově se od evropských bílojetelů velmi odlišuje. Mimo tohoto nejvzácnějšího druhu se na Kanárských ostrovech vyskytují ještě dva druhy se světle žlutými květy: Dorycnium broussonetii a D. eriophthalmum.